# Alseodaphne albifrons
Alseodaphne albifrons är en lagerväxtart som beskrevs av Kostermans. Alseodaphne albifrons ingår i släktet Alseodaphne och familjen lagerväxter. Inga underarter finns listade i Catalogue of Life.